# パンダ・ベア
パンダ・ベア（Panda Bear、本名: ノア・ベンジャミン・レノックス、1978年7月17日 - ）は、ポルトガル・リスボンに拠点を置くミュージシャンである。アニマル・コレクティヴの創設メンバーのひとりであり、現在に至るまでそのメンバーとして活動している。これまでに発表されたソロ・アルバムはいずれの作品も批評家筋からは高く評価されており、中でもアルバム『パーソン・ピッチ』は、ピッチフォーク・メディアのこの年のベスト・アルバム・ランキングにおいて1位に選出された。2013年、ダフト・パンクの楽曲「Doin' It Right」にボーカルとして参加。

## ディスコグラフィ

### リーダー・アルバム
- Panda Bear (1999年、Soccer Star)
- Spirit They're Gone, Spirit They've Vanished (2000年、Animal, FatCat) ※with Avey Tare
- Danse Manatee (2001年、Catsup Plate, FatCat) ※with Avey Tare and Geologist
- 『ヤング・プレイヤー』 - Young Prayer (2004年、Paw Tracks)
- 『パーソン・ピッチ』 - Person Pitch (2007年、Paw Tracks)
- 『トムボーイ』 - Tomboy (2011年、Paw Tracks)
- 『パンダ・ベア・ミーツ・ザ・グリム・リーパー』 - Panda Bear Meets the Grim Reaper (2015年、Domino)
- Buoys (2019年、Domino)
- 『リセット』 - Reset (2022年、Domino) ※with ソニック・ブーム